# Calochortus monanthus
Calochortus monanthus är en liljeväxtart som beskrevs av Francis Marion Ownbey. Calochortus monanthus ingår i släktet Calochortus och familjen liljeväxter. Inga underarter finns listade.